# Розростання обсягів проєкту
Розростання обсягів проєкту (англ. scope creep) в управлінні проєктами ― це процес зміни, постійного або неконтрольованого зростання обсягів проєкту, після того як робота почалася. Fundamentals of Project Management. с. 29, 63. Таке трапляється коли обсяг проєкту визначений недостатньо, не задокументовано, або погано контролюється. Загалом цей процес вважається шкідливим. 
Серед причин розростання обсягів проєкту є:
- недостатній контроль змін;
- невизначеність обсягів проєкту до початку роботи;
- некомпетентний керівник проєкту;
- погана комунікація між сторонами.